# آلورتون
آلورتون (به انگلیسی: Alverton) یک روستا و محله مدنی در بریتانیا است که در نیوآرک و شروود واقع شده‌است.